# AVC Challenge Cup maschile 2018
L'AVC Challenge Cup maschile 2018 si è svolta dal 15 al 21 settembre 2018 a Colombo, in Sri Lanka: al torneo hanno partecipato otto squadre nazionali asiatiche e oceaniane e la vittoria finale è andata per la prima volta all'Iraq.

## Impianti
|                                                                          |  |  |
|                                                                          |  |  |
| Stadio coperto Sugathadasa Città: Colombo Capienza: - Anno d'apertura: - |  |  |

## Regolamento

### Formula
La formula ha previsto:
- Fase a gironi, disputata con formula del girone all'italiana: le prime quattro classificate di ogni girone hanno acceduto alla fase finale per il primo posto.
- Fase finale per il primo posto, disputata con quarti di finale, semifinali, finale per il terzo posto e finale, giocate con gara unica. Le quattro sconfitte ai quarti di finale hanno acceduto alla fase finale per il quinto posto.
- Fase finale per il quinto posto, disputata con semifinali, finale per il settimo posto e finale per il quinto posto, giocate con gara unica.

### Criteri di classifica
Se il risultato finale è stato di 3-0 o 3-1 sono stati assegnati 3 punti alla squadra vincente e 0 a quella sconfitta, se il risultato finale è stato di 3-2 sono stati assegnati 2 punti alla squadra vincente e 1 a quella sconfitta.
L'ordine del posizionamento in classifica è stato definito in base a:
- Numero di partite vinte;
- Punti;
- Ratio dei set vinti/persi;
- Ratio dei punti realizzati/subiti;
- Risultati degli scontri diretti.

## Squadre partecipanti
| Squadra             | Qualificazione      | Ultima partecipazione |
| ------------------- | ------------------- | --------------------- |
| Arabia Saudita      | Wild card           | Debutto               |
| Bangladesh          | Wild card           | Debutto               |
| Emirati Arabi Uniti | Wild card           | Debutto               |
| Figi                | Wild card           | Debutto               |
| Hong Kong           | Wild card           | Debutto               |
| Iraq                | Wild card           | Debutto               |
| Malaysia            | Wild card           | Debutto               |
| Mongolia            | Wild card           | Debutto               |
| Sri Lanka           | Paese organizzatore | Debutto               |
| Uzbekistan          | Wild card           | Debutto               |

## Torneo

### Fase a gironi
| Girone A       | Girone B            |
| -------------- | ------------------- |
| Arabia Saudita | Bangladesh          |
| Hong Kong      | Emirati Arabi Uniti |
| Malaysia       | Iraq                |
| Sri Lanka      | Mongolia            |

#### Girone A

##### Risultati
| 15 settembre 2018 Stadio coperto Sugathadasa, Colombo Durata: ? - Spettatori: ? | Sri Lanka      | 3 - 0 | Hong Kong      | 25-15, 25-20, 25-22        |
| 15 settembre 2018 Stadio coperto Sugathadasa, Colombo Durata: ? - Spettatori: ? | Malaysia       | 1 - 3 | Arabia Saudita | 17-25, 15-25, 25-18, 17-25 |
| 16 settembre 2018 Stadio coperto Sugathadasa, Colombo Durata: ? - Spettatori: ? | Sri Lanka      | 3 - 0 | Malaysia       | 25-16, 25-18, 25-23        |
| 16 settembre 2018 Stadio coperto Sugathadasa, Colombo Durata: ? - Spettatori: ? | Hong Kong      | 1 - 3 | Arabia Saudita | 18-25, 25-22, 22-25, 15-25 |
| 17 settembre 2018 Stadio coperto Sugathadasa, Colombo Durata: ? - Spettatori: ? | Malaysia       | 3 - 0 | Hong Kong      | 30-28, 25-19, 25-19        |
| 17 settembre 2018 Stadio coperto Sugathadasa, Colombo Durata: ? - Spettatori: ? | Arabia Saudita | 3 - 1 | Sri Lanka      | 22-25, 25-22, 25-19, 25-20 |

##### Classifica
| Pos. | Squadra        | Pt | G | V | P | SV | SP | Ratio | PF  | PS  | Ratio |
| ---- | -------------- | -- | - | - | - | -- | -- | ----- | --- | --- | ----- |
| 1.   | Arabia Saudita | 9  | 3 | 3 | 0 | 9  | 3  | 3,000 | 287 | 240 | 1,195 |
| 2.   | Sri Lanka      | 6  | 3 | 2 | 1 | 7  | 3  | 2,333 | 236 | 211 | 1,118 |
| 3.   | Malaysia       | 3  | 3 | 1 | 2 | 4  | 6  | 0,666 | 211 | 234 | 0,901 |
| 4.   | Hong Kong      | 0  | 3 | 0 | 3 | 1  | 9  | 0,111 | 203 | 252 | 0,805 |

      Qualificata ai quarti di finale.

#### Girone B

##### Risultati
| 15 settembre 2018 Stadio coperto Sugathadasa, Colombo Durata: ? - Spettatori: ? | Bangladesh          | 2 - 3 | Iraq                | 25-20, 18-25, 17-25, 25-21, 9-15 |
| 15 settembre 2018 Stadio coperto Sugathadasa, Colombo Durata: ? - Spettatori: ? | Emirati Arabi Uniti | 3 - 1 | Mongolia            | 31-29, 25-22, 20-25, 25-21       |
| 16 settembre 2018 Stadio coperto Sugathadasa, Colombo Durata: ? - Spettatori: ? | Emirati Arabi Uniti | 0 - 3 | Bangladesh          | 22-25, 16-25, 18-25              |
| 16 settembre 2018 Stadio coperto Sugathadasa, Colombo Durata: ? - Spettatori: ? | Mongolia            | 0 - 3 | Iraq                | 14-25, 20-25, 19-25              |
| 17 settembre 2018 Stadio coperto Sugathadasa, Colombo Durata: ? - Spettatori: ? | Iraq                | 2 - 3 | Emirati Arabi Uniti | 18-25, 26-24, 25-23, 22-25, 9-15 |
| 17 settembre 2018 Stadio coperto Sugathadasa, Colombo Durata: ? - Spettatori: ? | Bangladesh          | 3 - 1 | Mongolia            | 25-22, 25-23, 23-25, 25-19       |

##### Classifica
| Pos. | Squadra             | Pt | G | V | P | SV | SP | Ratio | PF  | PS  | Ratio |
| ---- | ------------------- | -- | - | - | - | -- | -- | ----- | --- | --- | ----- |
| 1.   | Bangladesh          | 7  | 3 | 2 | 1 | 8  | 4  | 2,000 | 267 | 251 | 1,063 |
| 2.   | Iraq                | 6  | 3 | 2 | 1 | 8  | 5  | 1,600 | 281 | 259 | 1,084 |
| 3.   | Emirati Arabi Uniti | 5  | 3 | 2 | 1 | 6  | 6  | 1,000 | 269 | 272 | 0,988 |
| 4.   | Mongolia            | 0  | 3 | 0 | 3 | 2  | 9  | 0,222 | 239 | 274 | 0,872 |

      Qualificata ai quarti di finale.

### Fase finale

#### Finali 1º e 3º posto
|  | Quarti di finale | Quarti di finale    | Quarti di finale |  |    | Semifinali     | Semifinali | Semifinali |                 |                 | Finale          | Finale     | Finale |
|  |                  |                     |                  |  |    |                |            |            |                 |                 |                 |            |        |
|  | 1A               | Arabia Saudita      | 3                |  |    |                |            |            |                 |                 |                 |            |        |
|  | 1A               | Arabia Saudita      | 3                |  |    |                |            |            |                 |                 |                 |            |        |
|  | 4B               | Mongolia            | 0                |  |    |                |            |            |                 |                 |                 |            |        |
|  | 4B               | Mongolia            | 0                |  | 1A | Arabia Saudita | 3          |            |                 |                 |                 |            |        |
|  |                  |                     |                  |  | 1A | Arabia Saudita | 3          |            |                 |                 |                 |            |        |
|  |                  |                     |                  |  |    | 1B             | Bangladesh | 1          |                 |                 |                 |            |        |
|  | 4A               | Hong Kong           | 0                |  |    | 1B             | Bangladesh | 1          |                 |                 |                 |            |        |
|  | 4A               | Hong Kong           | 0                |  |    |                |            |            |                 |                 |                 |            |        |
|  | 1B               | Bangladesh          | 3                |  |    |                |            |            |                 |                 |                 |            |        |
|  | 1B               | Bangladesh          | 3                |  |    |                |            |            |                 | 1A              | Arabia Saudita  | 2          |        |
|  |                  |                     |                  |  |    |                |            |            |                 | 1A              | Arabia Saudita  | 2          |        |
|  |                  |                     |                  |  |    |                |            |            |                 |                 | 2B              | Iraq       | 3      |
|  | 2A               | Sri Lanka           | 3                |  |    |                |            |            |                 |                 | 2B              | Iraq       | 3      |
|  | 2A               | Sri Lanka           | 3                |  |    |                |            |            |                 |                 |                 |            |        |
|  | 3B               | Emirati Arabi Uniti | 0                |  |    |                |            |            |                 |                 |                 |            |        |
|  | 3B               | Emirati Arabi Uniti | 0                |  | 2A | Sri Lanka      | 1          |            | Finale 3° posto | Finale 3° posto | Finale 3° posto |            |        |
|  |                  |                     |                  |  | 2A | Sri Lanka      | 1          |            |                 |                 |                 |            |        |
|  |                  |                     |                  |  |    | 2B             | Iraq       | 3          |                 |                 | 1B              | Bangladesh | 0      |
|  | 3A               | Malaysia            | 1                |  |    |                | Iraq       | 3          |                 |                 | 1B              | Bangladesh | 0      |
|  | 3A               | Malaysia            | 1                |  |    |                |            |            |                 | 2A              | Sri Lanka       | 3          |        |
|  | 2B               | Iraq                | 3                |  |    |                |            |            |                 |                 | Sri Lanka       | 3          |        |
|  | 2B               | Iraq                | 3                |  |    |                |            |            |                 |                 |                 |            |        |

##### Quarti di finale
| 19 settembre 2018 Stadio coperto Sugathadasa, Colombo Durata: ? - Spettatori: ? | Arabia Saudita | 3 - 0 | Mongolia            | 25-17, 25-17, 25-15        |
| 19 settembre 2018 Stadio coperto Sugathadasa, Colombo Durata: ? - Spettatori: ? | Malaysia       | 1 - 3 | Iraq                | 27-25, 21-25, 23-25, 20-25 |
| 19 settembre 2018 Stadio coperto Sugathadasa, Colombo Durata: ? - Spettatori: ? | Sri Lanka      | 3 - 0 | Emirati Arabi Uniti | 25-20, 25-17, 25-15        |
| 19 settembre 2018 Stadio coperto Sugathadasa, Colombo Durata: ? - Spettatori: ? | Hong Kong      | 0 - 3 | Bangladesh          | 22-25, 21-25, 16-25        |

##### Semifinali
| 20 settembre 2018 Stadio coperto Sugathadasa, Colombo Durata: ? - Spettatori: ? | Sri Lanka      | 1 - 3 | Iraq       | 25-22, 24-26, 20-25, 20-25 |
| 20 settembre 2018 Stadio coperto Sugathadasa, Colombo Durata: ? - Spettatori: ? | Arabia Saudita | 3 - 1 | Bangladesh | 25-15, 21-25, 25-12, 26-24 |

##### Finale 3º posto
| 21 settembre 2018 Stadio coperto Sugathadasa, Colombo Durata: ? - Spettatori: ? | Sri Lanka | 3 - 0 | Bangladesh | 25-16, 25-17, 25-17 |

##### Finale
| 21 settembre 2018 Stadio coperto Sugathadasa, Colombo Durata: ? - Spettatori: ? | Iraq | 3 - 2 | Arabia Saudita | 14-25, 25-14, 25-16, 26-28, 15-13 |

#### Finali 5º e 7º posto
|  | Semifinali | Semifinali          | Semifinali |                 |    | Finale 5º posto | Finale 5º posto     | Finale 5º posto |
|  |            |                     |            |                 |    |                 |                     |                 |
|  | 4B         | Mongolia            | 2          |                 |    |                 |                     |                 |
|  | 4B         | Mongolia            | 2          |                 |    |                 |                     |                 |
|  | 4A         | Hong Kong           | 3          |                 |    |                 |                     |                 |
|  | 4A         | Hong Kong           | 3          |                 | 4A | Hong Kong       | 2                   |                 |
|  |            |                     |            |                 | 4A | Hong Kong       | 2                   |                 |
|  |            |                     |            |                 |    | 3B              | Emirati Arabi Uniti | 3               |
|  | 3B         | Emirati Arabi Uniti | 3          |                 |    | 3B              | Emirati Arabi Uniti | 3               |
|  | 3B         | Emirati Arabi Uniti | 3          |                 |    |                 |                     |                 |
|  | 3A         | Malaysia            | 1          |                 |    |                 |                     |                 |
|  | 3A         | Malaysia            | 1          | Finale 7º posto |    |                 |                     |                 |
|  |            |                     |            |                 |    |                 |                     |                 |
|  |            |                     |            |                 |    | 4B              | Mongolia            | 0               |
|  |            |                     |            |                 |    | 4B              | Mongolia            | 0               |
|  |            |                     |            |                 |    | 3A              | Malaysia            | 3               |

##### Semifinali
| 20 settembre 2018 Stadio coperto Sugathadasa, Colombo Durata: ? - Spettatori: ? | Mongolia            | 2 - 3 | Hong Kong | 21-25, 25-20, 26-24, 17-25, 10-15 |
| 20 settembre 2018 Stadio coperto Sugathadasa, Colombo Durata: ? - Spettatori: ? | Emirati Arabi Uniti | 3 - 1 | Malaysia  | 21-25, 25-23, 36-34, 25-21        |

##### Finale 7º posto
| 21 settembre 2018 Stadio coperto Sugathadasa, Colombo Durata: ? - Spettatori: ? | Mongolia | 0 - 3 | Malaysia | 19-25, 30-32, 29-31 |

##### Finale 5º posto
| 21 settembre 2018 Stadio coperto Sugathadasa, Colombo Durata: ? - Spettatori: ? | Hong Kong | 2 - 3 | Emirati Arabi Uniti | 25-21, 17-25, 25-22, 25-27, 7-15 |

## Classifica finale
| Pos | Squadra             | Rosa |
| --- | ------------------- | --- |
|     | Iraq                | Formazione: Majeed, Shamil, Abdulsamad, Hussain, Jabbar, Abdulkareem, Mohamme, Islam, Aymen, Mohammed, L. Ali, Riyadh, S. Ali, Osama, CT: Abdulsattar |
|     | Arabia Saudita      | |
|     | Sri Lanka           | |
| 4.  | Bangladesh          | |
| 5.  | Emirati Arabi Uniti | |
| 6.  | Malaysia            | |
| 7.  | Hong Kong           | |
| 8.  | Mongolia            | |

|  |  |  | Qualificata all'AVC Challenge Cup 2022. |

## Premi individuali
| Premio                | Nome              | Squadra        |
| --------------------- | ----------------- | -------------- |
| MVP                   | Albakheet Ahmed   | Arabia Saudita |
| Miglior palleggiatore | Haneed Mustafa    | Iraq           |
| Miglior opposto       | Nameer Hussain    | Iraq           |
| Miglior schiacciatore | Deepthi Romesh    | Sri Lanka      |
| Miglior schiacciatore | Horosit Biswas    | Bangladesh     |
| Miglior centrale      | Majrashi Ibrahim  | Arabia Saudita |
| Miglior centrale      | Sachit Islam      | Iraq           |
| Miglior libero        | Lakmal Wijesekara | Sri Lanka      |